# Мунт, Сильвия
Си́львия Мунт Кеве́до (исп. Silvia Munt Quevedo; 24 марта 1957, Барселона) — каталонская актриса театра, кино и телевидения, кинорежиссёр, сценаристка, танцовщица.
Дважды лауреат премии «Гойя»: за лучшую женскую роль в фильме «Крылья бабочки» (1992) и за лучший короткометражный документальный фильм «Лалия» (2000). Дважды номинант на премию «Гойя»: в 1994 году за лучшую роль второго плана в фильме «Турецкая страсть» и в 2003 году за лучший документальный фильм («Гала»). Член Европейской и Испанской киноакадемий.
Обучалась классическому и современному танцу. Изучала психологию. В 16 лет дебютировала на балетной сцене. В 20 лет занялась актёрским мастерством. Дебютировала в кино в 1977 году.

## Фильмография

### Актриса
- 2007 — Pretextos
- 2006 — Remake
- 2001 — Свободное падение / L’Aîné des Ferchaux
- 2000 — Aunque tú no lo sepas
- 1999 — El viaje de Arián
- 1998 — Subjudice
- 1997 — El faro
- 1996 — El dominio de los sentidos
- 1996 — Una piraña en el bidé
- 1996 — Secretos del corazón
- 1996 — Todo está oscuro
- 1995 — Asunto interno
- 1995 — Éxtasis
- 1995 — Razones sentimentales
- 1994 — Турецкая страсть / La pasión turca
- 1994 — El rey del río
- 1994 — El porqué de las cosas
- 1993 — Nexo
- 1993 — Los baúles del retorno
- 1993 — Lazos de sangre
- 1992 — Cucarachas
- 1992 — El cazador furtivo
- 1991 —  Письма Асперна / Els papers d'Aspern[4] Хорди Кадены[кат.]
- 1991 — Крылья бабочки / Alas de mariposa
- 1991 — Los papeles de Aspern
- 1987 — Quimera
- 1985 — Golfo de Vizcaya
- 1984 — Bajo en nicotina
- 1984 — Le grand voyage
- 1983 — Soldados de plomo
- 1983 — Sal gorda
- 1983 — Akelarre
- 1982 — Pares y nones
- 1981 — La plaza del diamante

### Режиссёр
- 2007 — Pretextos
- 2003 — Гала / Elena Dimitrievna Diakonova. Gala
- 1999 — Лалия / Lalia
- 1998 — Déjeme que le cuente